# OutRunners
Ne doit pas être confondu avec The Outrunners.
OutRunners est un jeu vidéo de course développé par Sega et sorti en 1992 sur borne d'arcade. Il a été adapté par Data East sur Mega Drive en 1994.